# Ryujin
Ryujin var i japansk mytologi en havsgud som förknippades med oväder till havs och tidvatten. 
Fader till Otohime.